# Markenwert
Der Begriff Markenwert (auch Brand Equity oder Brand Value) bezeichnet den monetären Wert einer Marke.
Einfach ausgedrückt besteht der Wert eines Unternehmens nicht nur aus dem Umsatz, den Firmenimmobilien, dem Mitarbeiter-Potenzial und Patenten, sondern auch aus dem nicht-materiellen Wert seiner Marke bzw. seiner Marken. Allein durch die Markierung und die mit dem Markenzeichen verbundenen, positiven Assoziationen beim Konsumenten ist es einem Unternehmen möglich, mehr Geld für das eigene Produkt zu bekommen, als dies etwa Gattungsmarken möglich ist. Daher hat das Markenzeichen einen eigenen, immateriellen Wert.
In verschiedenen Ländern (wie zum Beispiel in Großbritannien) ist bereits heute eine Bilanzierung der Marken eines Unternehmens möglich. Dies ist auch mit ein Grund, warum viele Unternehmen höhere Börsenwerte als Vermögen haben.
Für die Bestimmung des Markenwertes existieren eine Reihe von Modellen, denen gemeinsam ist, dass sie ein jeweils eigenes Bewertungsschema zugrunde legen müssen, es somit keine objektive Setzung für den Begriff des Markenwertes gibt.
Die Ansätze sind komplex und können verschiedene Ziele haben. Zum einen kann die Markenwertberechnung beim Kauf und Verkauf von Marken oder Unternehmen zu Hilfe genommen werden, um einen realistischen Kaufpreis zu ermitteln. Auch bei der Lizenzierung von Marken zur Ermittlung von Lizenzsätzen ist eine Markenwertanalyse sinnvoll, um eine Grundlage für Preisverhandlungen zu haben. Die Analyse eines Markenwertes und seiner Schwankungen kann auch wichtig für die strategische Markenführung sein.

## Markenwertberechnung
Derzeit steht die Markenwertberechnung vor dem Problem, dass es in der Praxis über 500 verschiedene Modelle zur Berechnung gibt, die große Unterschiede in den Ergebnissen aufweisen. Viele Modelle sind sehr komplex, erfüllen aber nicht die notwendigen Anforderungen an Objektivität, Reliabilität und Validität (Gütekriterien psychodiagnostischer Verfahren). Dieser Wildwuchs führt dazu, dass zum Beispiel der Markenwert von Coca-Cola je nach Bewertungsmodell zwischen 0,2 und 64 Milliarden US-Dollar beträgt.
In der Folge werden die meistgenutzten Markenbewertungsmodelle kurz vorgestellt. Die Reihenfolge der Darstellung ist so gewählt, wie auch die Modelle aufeinander aufbauen.

### Finanzorientierte Ansätze
Vor allem die Autoren der älteren Bewertungsmodelle sehen im Markenwert einen exakt zu bestimmenden immateriellen Vermögensgegenstand, den man als Geldwert ausdrücken kann.

#### Kostenorientierte Markenbewertung
Die kostenorientierten Verfahren basieren auf der Überlegung, was die Rekonstruktion einer Marke kosten würde; dem sogenannten Substanzwertverfahren. Abhängig vom Zeitpunkt der Kostenbetrachtung unterteilt man in Bewertungsverfahren nach historischen Kosten und nach gegenwartsbezogenen Wiederbeschaffungskosten.
Bei historischer Kostenbewertung werden alle Kosten, die in der Vergangenheit zum Aufbau der Marke aufgewendet wurden, auf den gegenwärtigen Zeitpunkt aufsummiert. Der Markenwert stellt somit das Kapital vergangener Einzahlungen dar.
Die Wiederbeschaffungskosten geben hingegen an, was es theoretisch kosten würde, dieselbe Marke heute als Neueinführung in gleicher Weise am Markt zu etablieren.
Insgesamt sind die kostenorientierten Modelle sehr kritisch zu betrachten. Beide Modelle sind nicht zukunftsorientiert, da sie ausschließlich mit historischen Daten arbeiten. Hinzu kommt die Gefahr, dass die Modelle Marken, in die viel investiert wurde, automatisch zu starken Marken erklären. Dem widerspricht die Realität. Der Energieversorger E.ON investierte im Jahr 2001 22,5 Millionen Euro in die Werbung für seine Strommarke „Mix-Power“. Trotz des hohen Aufwands gewann das Unternehmen jedoch lediglich 1100 Kunden, von einer signifikanten Stärkung der Marke kann dabei wohl kaum die Rede sein. 

#### Ertragswertorientierte Markenbewertung
Bereits 1962 definierte Wolfgang Kern den Wert einer Marke als „die Summe der auf den gegenwärtigen Zeitpunkt diskontierten Zusatzgewinne.“ Die Bestimmung des Markenwertes erfolgt bei Kern über die zukünftig erwarteten Umsätze einer Marke. Diese werden mit einem landesüblichen Zinsfuß sowie einem von Kriterien wie Verkehrsgeltung oder rechtlicher Absicherung abhängigen, sogenannten Lizenzsatz zwischen ein und zwei Prozent über die Jahre der geschätzten zukünftigen Nutzung abgezinst.
Das Beratungsunternehmen Consors hat Kerns Modell modifiziert. Consors ermittelt den Lizenzsatz nicht mehr willkürlich, sondern anhand einer Datenbank mit gesammelten Lizenzinformationen über mehr als 2000 reale Lizenztransaktionen. Der Lizenzsatz wird von einem ähnlichen, bereits lizenzierten Produkt auf das zu Bewertende übertragen. Es ist allerdings grundsätzlich fragwürdig, von einer Lizenzgebühr auf den Wert einer Marke zu schließen. Es sollte logischerweise vielmehr umgekehrt vom Markenwert auf die entsprechenden Lizenzgebühren geschlossen werden. Hinzu kommt, dass das Modell selbst bei optimaler Auswahl der Variablen nicht den tatsächlichen Markenwert abdeckt, da die Eigennutzung der Marke nicht erfasst wird.

#### Preispremiumorientierte Markenbewertung
Preispremiummodelle zur Bestimmung des Markenwertes stützen sich auf die Annahme, dass Verbraucher für den mit einer Markierung verbundenen Zusatznutzen einen bestimmten, quantifizierbaren Aufpreis zu zahlen bereit sind. Der Markenwert kann dann einfach ermittelt werden, indem man untersucht, was ein Kunde sowohl für ein markiertes als auch für ein gleichwertiges, aber unmarkiertes Produkt zu zahlen bereit ist. Die Differenz multipliziert mit der Absatzmenge des markierten Produktes in einer Periode ergibt dann den monetären Markenwert. Zur Ermittlung dieser Zahlungsbereitschaft schlägt Herp 1982 eine Conjoint-Analyse vor, Crimmins testet zehn Jahre später die Preisbereitschaft der Verbraucher durch direkte Befragung.
Das Modell von Sander beruht auf der hedonischen Preistheorie, wonach Produktpreise durch Ausprägungen einzelner Produktmerkmale zu erklären sind und diese funktional voneinander abhängen. Sander sieht die Markierung dabei als eines dieser Produktmerkmale an, durch eine Differenzbetrachtung berechnet er so den Preis eines Produktes mit und ohne Markierung. Daraus ergibt sich der ausschließlich durch die Marke bewirkte Erlös pro Produkteinheit. Von den Markenerlösen einer Periode müssen laut Sander noch die markenspezifischen Aufwendungen abgezogen werden, um den korrekten Markengewinn angeben zu können.
Das Gute an der preispremiumorientierten Markenbewertung ist, dass sie sehr objektiv durchgeführt werden kann und nachvollziehbar ist. Zu kritisieren ist jedoch vor allem, dass die Modelle den Markenwert nur aus dem Preisunterschied ableiten. Starke Marken wie Swatch mit ihrer aggressiven Preispolitik werden somit schlechter beurteilt als Anbieter sehr hochpreisig positionierter Artikel mit geringem Absatz (etwa Louis Vuitton).

### Verhaltenswissenschaftlich orientierte Modelle
Bilanz- und finanzpolitische Kennziffern reflektieren die Markt- und Wettbewerbssituation einer Marke aus Marketingsicht nur unvollkommen, sie beschränken sich meist auf eine unternehmenszentrierte Betrachtungsweise mühelos quantifizierbarer Informationen. Sie bewerten einen Markenerfolg, ohne angeben zu können, warum die Markenführung erfolgreich war.
Aus Marketingperspektive müssen laut Prof. Esch die Markenassoziationen in den Köpfen der Konsumenten das Fundament der Markenwertmessung bilden. Geeignete Modelle der Markenbewertung sollten demnach verhaltenswissenschaftlich orientiert sein und Konsumentenurteile berücksichtigen, Möglichkeiten der Diagnose aufzeigen und Hinweise zur Verbesserung von Marken geben.

#### Markenwert nach Keller
Kevin Lane Keller geht davon aus, dass der konsumentenorientierte Markenwert vom persönlichen Markenwissen des Verbrauchers abhängig ist. Hierzu untersucht er die Repräsentation der Marke im Gedächtnis der Konsumenten. Seiner Meinung nach besteht das gespeicherte Markenwissen aus zahlreichen kognitiven und emotionalen Markenbeurteilungen des Verbrauchers.
Dabei unterteilt Keller „Markenwissen“ in die zwei Komponenten Markenimage und Markenkenntnis. Markenkenntnis gibt an, ob sich ein Konsument an die Marke erinnern kann. Brand Recognition steht dabei für die Fähigkeit, die Marke bei direkter Präsentation wiederzuerkennen oder bestimmte Erinnerungen mit ihr zu verbinden. Brand Recall spiegelt eine sehr starke Stellung der Marke wider, bei welcher der Konsument sich bereits bei Beschreibung der Produktgruppe oder wesentlicher Merkmale der Marke an diese erinnert. Das Markenimage als zweiter wichtiger Bestandteil des Markenwissens wird von Keller in zahlreiche Markenassoziationen untergliedert. Er bewertet die Ausprägung der Assoziationen durch die Dimensionen Einzigartigkeit, Stärke und Vorteilhaftigkeit. Den Ursprung der Markenassoziationen sieht er in den Eigenschaften, dem Nutzen sowie dem Gesamteindruck der Marke.
Kellers Modell wurde bisher empirisch nicht belegt, seine Grundüberlegungen sind jedoch in sehr viele andere Bewertungsmodelle eingeflossen.

#### Das Markenwertmodell von Aaker
David A. Aaker beschreibt den Markenwert als eine Summe von Vor- und Nachteilen, die mit einer Marke in Zusammenhang stehen und den Wert des Produktes oder Dienstes für die Kunden und das Unternehmen mehren oder mindern. Die wesentlichen Effekte der Markierung für den Kunden sind laut Aaker die einfachere Informationsverarbeitung beim Einkaufen und eine höhere Zufriedenheit. Letztere wird vor allem durch das Vertrauen in die Qualität des Produktes, aber auch durch die Markenassoziationen gesteigert. Das Label BOSS auf einem Anzug kann sich zum Beispiel positiv auf die Gefühle des Trägers auswirken, da es ihm gute Qualität verspricht und seiner Umwelt signalisiert, dass er sich hochwertige Kleidung leisten kann.
Der Markenwert setzt sich laut Aaker aus fünf Kategorien zusammen, die im Folgenden kurz beschrieben werden.

##### Markentreue
Markentreue umschreibt für Aaker die Verbundenheit der Verbraucher mit einer Marke. Markentreue stärkt die Marke gegenüber Preisaktionen der Konkurrenz und wirkt sich positiv auf die Verkaufszahlen aus.

##### Bekanntheit des Markennamens und des Markensymbols
Markenbekanntheit kann beim Vergleich ähnlicher Produkte kaufentscheidend sein, weil das Vertraute als wohltuend empfunden wird. Bei bekannten Marken schließen die Verbraucher außerdem auf Zuverlässigkeit und gute Qualität. Der Wert einer Marke kann nicht zuletzt an deren Verankerung in der Alltagssprache gemessen werden, wofür sich vor allem sprachwissenschaftliche Methoden eignen. Hier kommt es gleichermaßen auf die Bekanntheit der Marke beim Verwender und dessen Assoziationen an, die nicht immer mit den Intentionen des Herstellers übereinstimmen müssen.

##### Wahrgenommene Qualität
Die subjektive Kundeneinschätzung der Qualität eines Produktes oder einer Dienstleistung wird von Aaker als „Wahrgenommene Qualität“ bezeichnet. Auch wenn der Konsument keine Detailkenntnisse über ein Produkt hat, führt sie häufig zu der Entscheidung, ein Produkt zu kaufen oder nicht zu kaufen.

##### Gruppe von Assoziationen
Alles, was im Gedächtnis des Konsumenten mit einer Marke verknüpft ist, stellt Markenassoziationen dar. Bei Mercedes-Benz könnte dies sowohl „Qualität“ und „Ansehen“ als auch „überteuert“ oder „protzig“ sein. Die Summe der Assoziationen bildet das Markenimage.

##### Weitere Markenvorzüge
Hierzu zählt Aaker Patente, Markenzeichen und Absatzwege. Sie stellen institutionelle und juristische Vorteile dar, da sie die Unterwanderung der Kundentreue durch Konkurrenten erschweren oder verhindern.
Aakers Modell ist ein gelungener Versuch, die beteiligten Faktoren der Markenwertbildung darzustellen. Obwohl auf eine Validierung verzichtet wird und die Kriterien nicht voneinander unabhängig sind, haben Aakers verhaltenswissenschaftliche Überlegungen die Markenwertdiskussion beflügelt und werden in der Literatur häufig zitiert.

### Finanzwirtschaftlich-verhaltensorientierte Kombinationsmodelle

#### Markenwertmessung nach Interbrand
Mit Hilfe des 1988 von der Firma Interbrand entwickelten Markenbewertungsverfahrens wurden bis 1999 weltweit mehr als 2000 Marken bewertet. Dieses in der Unternehmenspraxis weit verbreitete Verfahren basiert auf einem Punktbewertungs- oder Scoringansatz. Die zu bewertende Marke wird anhand von sieben Faktoren, aufgeteilt in 80 bis 100 Kriterien, mit Punkten bewertet. Die genaue Gewichtung der Kriterien wird von Interbrand als Betriebsgeheimnis betrachtet und nicht publiziert.
Die ermittelte Markenstärke wird im Weiteren in einen s-förmigen Multiplikator überführt. Der Verlauf des Multiplikators spiegelt laut Interbrand die Tatsache wider, dass mit zunehmender Stärke der Marke der Markenwert zunächst exponentiell, später linear und schließlich nur noch marginal anwächst.
Mit diesem Multiplikatorwert, der abhängig von der Markenstärke einen Wert zwischen eins und zwanzig annehmen kann, wird der Übergewinn (EVA) der nächsten fünf Jahre multipliziert. Daraus ergibt sich dann der monetäre Markenwert nach Interbrand.
Das Interbrand-Modell fußt auf einer soliden Basis und erfasst das komplexe Wesen Marke stärker als andere Modelle. Allerdings birgt die Vielzahl der Kriterien die Gefahr von Korrelationen. Darüber hinaus können Gewichtung und Auswahl der Kriterien zum Teil kritisch gesehen werden. Das Kriterium „Marketingunterstützung“ etwa ist ein Inputfaktor und impliziert, dass ein hoher Markenwert allein durch hohe Investitionen erreicht werden kann.
Einige Wissenschaftler sprechen dem Interbrand-Markenwert eine exakte Wertaussage ab und bezeichnet ihn als einen Schätz- oder Tendenzwert. Trotzdem hat sich diese Methode in den Medien etabliert und ist inzwischen die am weitesten verbreitete und damit auch die derzeit wichtigste Berechnungsmethode des Markenwertes. Die durch Interbrand jährlich ermittelten Werte der demnach wertvollsten Marken der Welt werden regelmäßig in führenden Publikationen wie zum Beispiel der Financial Times oder dem Wall Street Journal veröffentlicht.

#### Die Nielsen-Bewertungmodelle

##### Nielsen-Markenbilanz
Die Markenbilanz von Nielsen ist ähnlich aufgebaut wie das Modell von Interbrand und basiert auf einem Scoringansatz. Die Markenbilanz stützt sich jedoch nur auf neunzehn, in sechs Gruppen unterteilte Kriterien. Dabei betont sie stärker die Sicht der Konsumenten als das stark an finanziellen Kennzahlen orientierte Modell von Interbrand. Die Markenbilanz wurde nach einigen Jahren zum Brand-Performancer weiterentwickelt.
Die skalierten, unterschiedlich gewichteten Ausprägungen der Kriterien in der Markenbilanz ergeben maximal einen Wert von 500 Punkten. Die Gewichtung erfolgt, wie die Auswahl der Indikatoren, nach subjektivem Ermessen der Entwickler des Modells. Sie wird nicht veröffentlicht. Die Transformation der Markenstärke in einen monetären Wert wurde erst nachträglich in das Modell der Markenbilanz eingefügt. Hierzu werden die zukünftigen Erträge geschätzt und sowohl mit dem marktüblichen Zins als auch einem aus der ermittelten Markenstärke resultierenden Faktor abgezinst. Je größer die Markenstärke ist, desto geringer fällt der Diskontierungsfaktor aus. Der sich so ergebende Ertragswert wird als Ausdruck des Markenwertes verstanden.
Zu kritisieren sind die Manipulationsmöglichkeiten bei der Gewichtung der Kriterien und der subjektiv festzulegenden Beurteilung des relevanten Marktes sowie die Notwendigkeit einer gewissen Verkehrsgeltung der Marke, damit man ihren Wert valide messen kann. Franzen, Trommsdorff und Riedel halten das Modell jedoch für weniger manipulierbar und objektiver als das von Interbrand, da viele der einfließenden Daten aus Nielsen Panels stammen.

##### Der Nielsen-Brand-Performancer
Aufbauend auf der Markenbilanz entwickelte Nielsen den Brand-Performancer. Dieser ist modular aufgebaut und besteht aus den vier Komponenten Brand-Monitor, Brand-Value-System, Brand-Steering-System und Brand-Control-System. Neben der Bestimmung eines Markenwertes durch die ersten beiden Komponenten wird großer Wert auf das Controlling von Marketingmaßnahmen gelegt.
Der Brand-Monitor als erste Komponente ermittelt mit Hilfe der in Tabelle 5 blau markierten Kriterien die Markenstärke. Die Kriteriengewichtung wurde kausalanalytisch validiert. Innerhalb des Brand-Value-Systems wird dann aus der ermittelten relativen Markenstärke, dem Marktvolumen und der Umsatzrendite des Marktes unabhängig von der Kapital- und Kostenstruktur des Anbieters ein Markenwert berechnet. Dieses Vorgehen unterscheidet sich deutlich von der Markenwertbestimmung in der Markenbilanz, wo tatsächliche Erträge des untersuchten Unternehmens herangezogen werden.
Dieses Modell analysiert sowohl konsumenten- als auch unternehmensorientiert den Markenwert und behebt messtechnische Schwächen der älteren Markenbilanz. Neben der zu bewertenden Marke werden auch die Wettbewerbermarken bewertet. Hierzu können Sekundärdaten herangezogen werden, so dass sich das Modell für die Bewertung von historischen Marken eignet. Die Kausalanalyse zur Validierung des Markenbewertungsmodells wurde bisher lediglich für Körperpflegemittel durchgeführt.

#### Markenwertmessung nach Sattler
Henrik Sattlers Modell zur Markenwertmessung beruht auf einer aufwändigen Befragung von 28 mit Markenführung betrauten Führungskräfte deutscher Unternehmen. Ziel dieser Expertenbefragung war die Identifikation von Indikatoren zur langfristigen Markenwertbestimmung. Dabei ergaben sich Kennzahlen mit Vergangenheits-, Gegenwarts- und Zukunftsbezug.
In weiteren Interviews wurden sechs Indikatoren als besonders wichtig eingestuft. Mit Hilfe dieser sechs Hauptindikatoren, unter Einbeziehung des Markengewinnbeitrags des Vorjahres und eines Kalkulationszinssatzes berechnet Sattler den monetären Markenwert.
Die direkte Übertragbarkeit des Modells auf beliebige, sich stark von den Untersuchten unterscheidenden Produktgruppen zweifelt Sattler selbst an, da er ein nahezu konstantes Marktvolumen und eine ähnliche objektive Produktqualität unterstellt. Hinzu kommt, dass er die Transformation der Nutzenwerte in einen monetären Wert innerhalb seines Modells für ungenau hält. Trotz dieser Kritik wurde Sattlers Indikatorenkatalog von zahlreichen späteren Modellen aufgegriffen.

#### Das GfK-Modell
Das in Zusammenarbeit mit Sattler entworfene Markenwertmodell der Gesellschaft für Konsumforschung (GfK) basiert auf den Komponenten Kundenbefragung, Expertenurteil und Analyse der Kostenstruktur der Marke. Der finanzielle Markenwert wird hierbei als Kapitalwert abgezinster zukünftiger markenspezifischer Einzahlungsüberschüsse verstanden. Das bedeutet, dass die spezifisch markenbedingten Erlöse eines Produktes mit den Markeninvestitionen verrechnet werden. Die Verwendung eines Preis-Premiums wird ausdrücklich abgelehnt, da dieses in vielen Branchen nicht sinnvoll ermittelt werden könne. Die wichtigsten Determinanten des GfK-Modells sind psychologische Markenstärke, markenspezifisches Risiko, Kosten und Erlöse, das Dehnungspotenzial der Marke sowie rechtliche Absicherung.
Der Ablauf der Wertbestimmung ist in Module unterteilt. Zunächst werden im Markenisolierungsmodell die Gesamtmarkenumsätze mittels Conjoint-Analyse oder Paneldaten in markenspezifische und markenfremde Umsätze zerlegt. Gleichzeitig werden die markenspezifischen Kosten von Experten der Unternehmensberatung Pricewaterhouse Coopers unternehmensintern ermittelt. Im Markenprognosemodell werden die Umsätze der kommenden fünf Jahre in verschiedenen Szenarien von Experten geschätzt. Grundlage hierfür ist sowohl die historische Entwicklung als auch die psychologische Markenstärke im GfK-Brand-Potential-Index (BPI). Dieser Index ist ein bereits eingeführtes, auch alleine verwendbares Messinstrument der GfK zur Bestimmung eines verhaltenswissenschaftlichen Markenwertes. Hierzu werden die Indikatoren Markenloyalität, Kaufabsicht, Markenbekanntheit, Uniqueness, Mehrpreisakzeptanz, Markensympathie, Markenvertrauen, Markenidentifikation und Bereitschaft zur Weiterempfehlung herangezogen. Anschließend wird im Markenrisikomodell der Zinssatz zum Diskontieren der künftigen Erträge ermittelt. Basis hierfür sind die Indikatoren Wiederkaufrate, historische Entwicklung, wertmäßiger Marktanteil, gewichtete Distribution, gestützte Bekanntheit sowie eine aus dem BPI abgeleitete psychologische Markenstärke. Die Gewichtung der einzelnen Indikatoren wurde aus dem zuvor beschriebenen Modell von Sattler abgeleitet. Schließlich werden im Rahmen des marketingstrategischen Optionsmodells noch künftige Ertragspotenziale der Marke durch Markendehnung und auf neuen Märkten, zum Beispiel im Ausland, analysiert.
Durch Verknüpfung der Teilergebnisse aus den verschiedenen Analysemodellen mittels einer nicht veröffentlichten Formel ergibt sich dann der monetäre Markenwert laut GfK. Die Kritik an diesem Entwurf entspricht der an Sattlers Indikatorenmodell.

#### Markenwert nach Brand Rating
Das Brand-Rating-Modell, entwickelt von der gleichnamigen Firma, besteht aus drei Komponenten. Bei der ersten Komponente handelt es sich um eine rein Verhaltenswissenschaftliche, den sogenannten Markeneisberg. Das Modell basiert auf dem S-O-R-Paradigma und unterteilt den Wert einer Marke in Markenbild und Markenguthaben. Das für den Konsumenten sichtbare Markenbild besteht aus dem aktuellen Markenauftritt und wird als Spitze des Eisberges dargestellt, es wird durch den Einsatz des Marketing-Mix gestaltet. Das Markenguthaben entspricht dem großen, nicht sichtbaren Sockel eines Eisberges. Es spiegelt durch Kommunikation vermittelte und gelernte positive oder negative Erfahrungen mit einer Marke wider.
Das Markenguthaben lässt sich nicht unmittelbar beeinflussen, es entwickelt sich aus der Gestaltung des Markenbildes langsam in den Köpfen der Verbraucher. Die ermittelten Markenwertfaktoren vergleicht Andresen mit empirisch ermittelten Referenzwerten für die betroffene Warengruppe. So erhält er das Stärken/Schwächen Profil einer Marke.
Die Ergebnisse des Markeneisberges sind für Marketingzwecke hochrelevant, die Messung des Markenwertes im klassischen, monetären Sinn ist mit diesem Modell jedoch nicht möglich.
Zweite Komponente des Brand-Rating-Modells ist die Bestimmung eines monetären Markenwertes. Dieser wird als abdiskontierter Preisabstand zum günstigsten Mitbewerber berechnet, abzüglich der branchenüblichen Erhaltungsaufwendungen für die Marke. Der Diskontfaktor wird durch das Branchenrisiko bestimmt, das sich aus Konzentrationsgrad der Abnehmer, gesetzlichem Rahmen, Bedrohung durch Ersatzprodukte und -leistungen, Mengen und Preisentwicklung, zukünftiger Markenrelevanz, Markteintrittsbarrieren für neue Wettbewerber, Konzentrationsgrad der Anbieter und Bedrohung durch Rückwärtsintegration der Abnehmer zusammensetzt. Der Mengenfaktor ergibt sich aus den Absatzzahlen des Vorjahres.
Die dritte Komponente soll die Entwicklungsperspektive einer Marke darstellen. Hierzu werden aus zahlreichen Untersuchungen wie Datenbankrecherchen, Expertenschätzungen, Markt- und Wettbewerbsanalysen Aussagen über den Entwicklungstrend der Marke, ihr Dehnungspotenzial sowie den bestehenden Markenschutz getroffen. Aus den Ergebnissen dieser drei Komponenten errechnet Brand Rating einen monetären Markenwert. Die zugrundeliegende Berechnungsformel wird offengelegt.
Da das Verfahren eher jung ist, sind noch keine wissenschaftlichen Urteile darüber in der Literatur zu finden. Interessant ist mit Sicherheit die Verknüpfung eines rein verhaltenswissenschaftlichen Modells mit einem klassisch monetären Ansatz. Auch die Integration des Brand Future Score erscheint sinnvoll.

#### Das Brand-Equity-Valuation-for-Accounting-Modell von Batten & Company
Das „Brand-Equity-Valuation-for-Accounting-Modell“ (kurz: BEVA-Modell) wurde von Batten & Company (ehemals BBDO Consulting) zusammen mit Wirtschaftsprüfern entwickelt. Grundgedanke des BEVA-Modells ist die zukunftsorientierte Ermittlung des monetären Markenwerts auf Basis der Relief-from-Royalty-Methode, des sogenannten Lizenzpreisanalogieverfahrens. Dabei wird der ökonomische Vorteil des Markeninhabers gegenüber dem theoretischen Fall ermittelt, in dem er nicht im Besitz der Markenrechte wäre und daher eine vergleichbar starke Marke extern lizenzieren müsste. Diese eingesparten Lizenzgebühren (genannt „Royalty Savings“) bilden kumuliert über den anzunehmenden Nutzungszeitraum der Marke den monetären Wert der Marke.
Der BEVA-Ansatz verfügt über eine modulare Struktur, welche die verhaltenswissenschaftliche mit der finanzorientierten Perspektive verbindet. In einem ersten Schritt wird die Markenstärke aus Kundensicht anhand eines 5-stufigen Markenwerttreiber-Modells bestimmt. Hierbei ergibt sich ein Markenstärkewert, der anschließend in eine individuell auf die Marke abgestimmte Lizenzgebühr überführt wird. Die Transformation erfolgt mittels einer Transformationskurve, die das Verhältnis von Markenstärke und den am Markt bereits real erzielbaren Lizenzerlösen darstellt.
Die Zusammenführung von verhaltenswissenschaftlicher und finanzwirtschaftlicher Perspektive erfolgt im nächsten Schritt durch Multiplikation der markenspezifischen Lizenzrate („Brand Profit Rate“) mit den markenbezogenen Umsätzen pro Jahr. Es ergeben sich die jährlichen markenbezogenen Gewinne („Gross Royalty Savings“), welche die durch die Marke generierten Preis- und Mengenprämien im Vergleich zu einem White Label-Produkt darstellen. Nach Bereinigung dieser Ertragsströme um steuerliche Einflüsse wird der monetäre Wert der Marke zum Bewertungsstichtag durch Anwendung des Discounted-Cashflow-Verfahrens berechnet.

#### Der Brand Census von Konzept & Markt
In Ergänzung zum Brand-Performance-System von Nielsen hat Konzept & Markt mit dem „Brand Census“ ein Markenbewertungsmodell entwickelt, das auf empirischen Markenkauftrichterabfragen beruht. Damit können Marken bewertet werden, indem ausschließlich Umfragedaten und nicht z. B. Paneldaten verwendet werden. Um den Gegebenheiten von unterschiedlichen Märkten Rechnung zu tragen, werden die Markenkauftrichterabfragen individuell formuliert und die Trichterstufen mit Hilfe von kombinierten Faktoren- und Regressionsanalysen empirisch gewichtet.
Neben einer Markenbewertung aus der Sicht von potenziellen Kunden kann das Modell die Sichtweise aller Stakeholder der Marke einbeziehen, so dass auch Corporate Brands valide bewertet werden können. Um das Bedeutungsgewicht der verschiedenen Stakeholder für die Marke zu bestimmen, werden Kausal- bzw. Pfandanalysen herangezogen.
Die weiteren Analyseschritte im Brand Census entsprechen der üblichen Vorgehensweise von Discounted-Cash-Flow-Verfahren und sind konform mit der Norm DIN ISO 10668 und den „Zehn Grundsätzen der monetären Markenbewertung“ des Brand Valuation Forum.

## ISO-Norm für Markenbewertung
Mit Ausgabedatum 2010-09 veröffentlichte die Internationale Normungsorganisation ISO (www.iso.org) die Norm ISO 10668 „Brand valuation – Requirements for monetary brand valuation“ (Markenwertmessung – Anforderungen für monetäre Markenwertmessung). Diese Norm legt Grundanforderungen an Verfahren und Methoden zur Bestimmung des monetären Wertes einer Marke fest und schließt finanzwirtschaftliche, verhaltenswissenschaftliche und rechtliche Aspekte ein. Basierend auf ISO 10668 wurde in Trägerschaft von Austrian Standards plus Certification ein Zertifizierungsprogramm erstellt. Der Konformitätsbewertung nach diesem Programm haben sich Interbrand (CH + UK), das European Brand Institute (AT), Brand Finance (UK), Brandlead (CH), Konzept & Markt (DE), BV4 (CH),  Adwired (CH), Batten & Company (DE), EQUITOR (IN), onstrategy (PT), WISEMIX (PT), Spirit for Brands (DE) und IMWF (DE) unterzogen.

## Markenpolitik
Bei der Übernahme eines Unternehmens samt seinen Marken durch ein anderes Unternehmen ist die Beurteilung wichtig, ob die Marken weiterbestehen sollen oder die Produkte in Zukunft unter einer Dachmarke vertrieben werden. Bei der Änderung des Warensortiments werden gelegentlich im Markt eingeführte Markennamen durch neue ersetzt. Dazu müssen nicht nur die Werbekosten für verschiedene Marken mit den Werbekosten der Dachmarke bzw. neuen Marke in Relation gesetzt werden, sondern auch der Markenwert bzw. Mehrwert, der durch bekanntere Marken erzielt werden kann, berücksichtigt werden.
Beispiele:
- „Aus Agip wird Eni – aber der Feuer speiende Hund bleibt.“
- „Raider heißt jetzt Twix, … sonst ändert sich nix.“, globale Vereinheitlichung des Markennamens, siehe Twix
- „Calgonit heißt jetzt Finish.“, wurde geändert, um die Verwechslung mit Calgon zu verhindern[5]